# Angier, Carolina de Nord
Angier este un oraș din districtul civil Black River, comitatul Harnett, Statele Unite ale Americii. Populația era de 4.350 de locuitori la data recensământului din anul 2000.